# 91kt.com
A 91kt.com a Turner Broadcasting System és a NetDragon közös vállalkozása, amely 2011 októberében indult. Egy honlap, amely Kína saját Cartoon Network-oldalául szolgál, noha Kínának nincs saját Cartoon Network adásváltozata, csak Tajvannak. Nyelve kínai és az egyszerűsített kínai írást használja.
A honlapon találhatóak játékok és miniwebhelyek, éppúgy, mint a többi Cartoon Network-honlapon. A rajzfilmek Video on Demand módban érhetőek el, nem csak kínaiaknak. Az oldalon a videók közt a Cartoon Network Tajvan műsorainak részeit lehet megtalálni. A csatorna eredeti sorozatai közül a Pindur pandúrokat adják a CCTV-14-en.